# Theodor von Locquenghien
Karl Theodor Hubert Freiherr von Locquenghien (* 24. Juni 1826 in Elsen; † 11. Januar 1895 in Bonn) war ein preußischer Generalleutnant.

## Leben

### Herkunft
Seine Eltern waren der Erbherr auf Laach und Elsen, Joseph August Freiherr von Locquenghien (1777–1851) und dessen Ehefrau die Maria Anna, geborene Freiin von Olne (1790–1862).

### Werdegang
Nach dem Besuch der Gymnasien in Köln, Neuss und Düsseldorf sowie der Divisionsschule der 15. Division trat Locquenghien am 1. August 1843 als Dragoner in das 4. Dragoner-Regiment der Preußischen Armee in Deutz ein. Bis Ende Januar 1847 avancierte er zum Sekondeleutnant und war von Mitte Mai 1850 bis Ende April 1853 als Eskadronführer beim III. Bataillon im 6. Landwehr-Regiment kommandiert. Mitte Dezember 1857 erfolgte seine Versetzung in das 10. Husaren-Regiment nach Aschersleben, wo er am 12. April 1859 zum Premierleutnant befördert wurde. Am 16. Juni 1859 wurde Locquenghien als Eskadronführer zum 10. Landwehr-Husaren-Regiment kommandiert und stieg Mitte November 1859 zum Rittmeister auf. Mit der Ernennung zum Chef der 4. Eskadron kehrte er am 15. November 1860 in das Magdeburgische Husaren-Regiment Nr. 10 zurück, die er 1866 im Krieg gegen Österreich bei Skalitz und Königgrätz führte.
Nach dem Krieg wurde er am 5. September 1867 zur Wahrnehmung der Geschäfte als Kommandeur der Kavallerie-Unteroffizierschule kommandiert und Ende des Monats unter Stellung à la suite seines Regiments zum 2. Direktor des Militärreitinstituts in Hannover ernannt. Am 15. Oktober 1867 zum Major befördert, wurde er am 18. Juni 1869 etatsmäßiger Stabsoffizier in das Garde-Kürassier-Regiment versetzt.
Für die Dauer der Mobilmachung anlässlich des Krieges gegen Frankreich wurde Locquenghien am 21. Juli 1870 Kommandant des Großen Hauptquartier des Königs und nahm an den Schlachten bei Gravelotte, Beaumont und Sedan sowie der Belagerung von Paris. Ausgezeichnet mit dem Eisernen Kreuz II. Klasse war er von Mai bis August 1871 Inspekteur der Ersatz-Eskadronen des Gardekorps. Am 2. Dezember 1871 wurde Locquenghien als Kommandeur des 1. Ulanen-Regiments „König Karl“ nach Württemberg kommandiert und Ende März 1873 zum Oberstleutnant befördert. Unter Entbindung von seinem Kommando nach Württemberg schloss sich am 12. Juli 1873 seine Ernennung zum Kommandeur des Garde-Kürassier-Regiments an. Er stieg am 3. Juli 1875 zum Oberst auf und erhielt am 18. September 1880 den Kronen-Orden II. Klasse. Unter Stellung à la suite seines Regiments erfolgte am 9. November 1880 seine Versetzung als Kommandeur der 30. Kavallerie-Brigade nach Metz. Als Generalmajor übernahm Locquenghien am 17. Oktober 1883 die 25. Kavallerie-Brigade (Großherzoglich Hessische) in Darmstadt. Anlässlich des Ordensfestes erhielt er im Januar 1884 den Roten Adlerorden II. Klasse mit Eichenlaub. In Genehmigung seines Abschiedsgesuches wurde Locquenghien am 13. Mai 1886 unter Verleihung des Charakters als Generalleutnant mit Pension zur Disposition.

### Familie
Locquenghien heiratete am 14. Juni 1858 auf Schloss Söder Theresia Gräfin von Stolberg-Stolberg (1833–1915), eine Tochter des Grafen Andreas Otto Heinrich von Stolberg-Stolberg (1786–1863). Das Paar hatte mehrere Kinder:
- Marie-Anna (1859–1945) ⚭ 1887 Eugen von Loë (1839–1911), preußischer Landrat
- Agnes (1862–1932) ⚭ 1892 Klemens Heereman von Zuydtwyck (1860–1918), preußischer Oberleutnant
- Karl (1864–1907) ⚭ 1898 Katherina Schindler
- Ernst (1866–1904), preußischer Hauptmann ⚭ 1900 Konstanze von Hövel (* 1874). Sie heiratet 1910 den Diplomaten Josef von Humbracht (1859–1932)[2]